# フィリップ・レオタール
フィリップ・レオタール（Philippe Léotard、1940年8月28日 - 2001年8月25日）は、フランス・ニース出身の俳優、詩人、歌手。弟は政治家のフランソワ・レオタール。

## 主な出演作品
- 『恋のエチュード』 - Les Deux Anglaises et le Continent (1971年)
- 『私のように美しい娘』 - Une belle fille comme moi (1972年)
- 『フレンチ・コネクション2』 - French Connection 2 (1975年)
- 『“猫”警部事件簿』 - Le Chat et la Souris (1975年)
- 『チャオ・パンタン』 - Tchao Pantin (1983年)
- 『ラ・ピラート』 - La Pirate (1984年)
- 『タンゴ ガルデルの亡命』 - Tangos, l'exil de Gardel (1985年)
- 『アニエスv.によるジェーンb.』 - Jane B. par Agnès V. (1987年)
- 『スナックバー・ブダペスト』 - Snack Bar Budapest (1988年)
- 『スール/その先は……愛』 - Le Sud (1988年)
- 『レ・ミゼラブル』 - Les Misérables (1995年)

## ディスコグラフィ
- À l'amour comme à la guerre (1990年)
- Philippe Léotard chante Léo Ferré (1994年) ※レオ・フェレ・トリビュート・アルバム
- Je rêve que je dors (1996年)
- Demi-mots amers (2000年)